# Jati (Medan)
Jati is een bestuurslaag in het regentschap Medan van de provincie Noord-Sumatra, Indonesië. Jati telt 765 inwoners (volkstelling 2010).